# Salomon Kalou
Salomon Kalou (Oumé, Costa d'Ivori, 5 d'agost de 1985), futbolista ivorià. Actualment juga al Hertha BSC de Berlín.
És davanter, però també és capaç de jugar a les bandes i és on més ha jugat en el Chelsea. Té preferència per jugar en la banda esquerra el que li dona oportunitats de tancar-se a dins i efectuar llançaments amb la seua cama bona, la dreta.

## Internacional
Ha estat internacional con la selecció ivoriana, ha jugat 50 partits internacionals i ha marcat 18 gols.

## Palmarés
- 1 Copa de la Lliga (Chelsea FC, 2007)
- 1 FA Cup (Chelsea FC, 2007)
- 1 Community Shield (Chelsea FC, 2009)
- 1 FA Premier League (Chelsea FC, 2009-10)
- 1 Lliga de Campions: 2011-12